# Torneo de Clasificación Olímpica Intercontinental de Voleibol Femenino de 2019
El Torneo de Clasificación Olímpica Intercontinental de Voleibol Femenino de 2019 fue un torneo de voleibol para equipos nacionales femeninos, organizado por la Federación Internacional de Voleibol (FIVB). Se celebró en del 1 al 4 de agosto de 2019. 24 equipos jugaron en el torneo, donde se clasificaron los 6 mejores equipos al Torneo femenino de voleibol en los Juegos Olímpicos de Tokio 2020. A diferencia de las ediciones anteriores, este torneo se llevó a cabo antes de los torneos de clasificación continentales.

## Clasificación
24 naciones se clasificaron para la competencia como los primeros 24 equipos del Ranking Mundial FIVB el 1 de octubre de 2018. Japón no clasificó al torneo, al estar automáticamente clasificado a los Juegos Olímpicos de 2020 por su condición de anfitrión; y Cuba clasificó pero se retiró del torneo.
| Competición          | Sede           | Plazas | Equipos clasificados |
| -------------------- | -------------- | ------ | --- |
| Ranking Mundial FIVB | Lausana, Suiza | 24     | Serbia (1) China (2) Estados Unidos (3) Brasil (4) Rusia (5) Países Bajos (7) Italia (8) Corea del Sur (9) República Dominicana (10) Argentina (11) Turquía (12) Puerto Rico (13) Tailandia (14) Alemania (15) Bulgaria (16) Camerún (17) Canadá (18) Bélgica (19) Kenia (20) México (21) Azerbaiyán (22) Kazajistán (23) República Checa (24) Polonia (26) |
| TOTAL                |                | 24     | 24 |

## Formato de competición
1. Número total de victorias (partidos ganados, partidos perdidos)
2. En caso de empate, se aplicará el siguiente primer desempate: Los equipos se clasificarán por el mayor punto ganado por partido de la siguiente manera:

- Partido ganado 3–0 o 3–1: 3 puntos para el ganador, 0 puntos para el perdedor
- Partido ganado 3–2: 2 puntos para el ganador, 1 punto para el perdedor
- Partido perdido: 3 puntos para el ganador, 0 puntos (0–25, 0–25, 0–25) para el perdedor

1. Si los equipos aún están empatados después de examinar el número de victorias y los puntos ganados, entonces la FIVB examinará los resultados para romper el empate en el siguiente orden:

- Coeficiente de sets: si dos o más equipos están empatados en el número de puntos ganados, se clasificarán por el cociente resultante de la división del número de todos los sets ganados por el número de todos los sets perdidos.
- Coeficiente de puntos: si el empate persiste en función del cociente establecido, los equipos se clasificarán según el cociente resultante de la división de todos los puntos anotados por el total de puntos perdidos durante todos los conjuntos.
- Si el empate persiste en función del cociente de puntos, el empate se romperá en función del equipo que ganó el partido de la fase de round robin entre los equipos empatados. Cuando el cociente de empate en el punto es entre tres o más equipos, estos equipos se clasificaron teniendo en cuenta solo los partidos que involucran a los equipos en cuestión.

## Grupos
Los equipos se sembraron siguiendo el sistema de serpentina según su clasificación en el Ranking Mundial FIVB a partir del 1 de enero de 2019. Las clasificaciones se muestran entre paréntesis.
| Grupo A          | Grupo B              | Grupo C              | Grupo D                   | Grupo E           | Grupo F          |
| Sede: Polonia    | Sede: China          | Sede: Estados Unidos | Sede: Brasil              | Sede: Rusia       | Sede: Italia     |
| ---------------- | -------------------- | -------------------- | ------------------------- | ----------------- | ---------------- |
| Serbia (1)       | China (2)            | Estados Unidos (3)   | Brasil (4)                | Rusia (5)         | Países Bajos (7) |
| Puerto Rico (13) | Turquía (12)         | Argentina (11)       | República Dominicana (10) | Corea del Sur (9) | Italia (8)       |
| Tailandia (14)   | Alemania (15)        | Bulgaria (16)        | Camerún (17)              | Canadá (18)       | Bélgica (19)     |
| Polonia (26)     | República Checa (24) | Kazajistán (23)      | Azerbaiyán (22)           | México (21)       | Kenia (20)       |

## Resultados
– Clasificado a los Juegos Olímpicos de Tokio 2020.

### Grupo A
- Sede:  Hala Orbita, Breslavia, Polonia
- Las horas indicadas corresponden al huso horario local: UTC+2.

|     |             | Partidos | Partidos | Partidos |     | Sets | Sets | Sets  | Puntos | Puntos | Puntos |
| Pos | Equipo      | PJ       | PG       | PP       | Pts | SG   | SP   | Ratio | PG     | PP     | Ratio  |
| --- | ----------- | -------- | -------- | -------- | --- | ---- | ---- | ----- | ------ | ------ | ------ |
| 1   | Serbia      | 3        | 3        | 0        | 9   | 9    | 1    | 9.000 | 246    | 192    | 1.281  |
| 2   | Polonia     | 3        | 2        | 1        | 5   | 7    | 5    | 1.400 | 280    | 267    | 1.049  |
| 3   | Tailandia   | 3        | 1        | 2        | 4   | 5    | 7    | 0.714 | 261    | 271    | 0.963  |
| 4   | Puerto Rico | 3        | 0        | 3        | 0   | 1    | 9    | 0.111 | 194    | 251    | 0.773  |

| Fecha       | Hora  | Equipo 1    | Res.  | Equipo 2    | Set 1 | Set 2 | Set 3 | Set 4 | Set 5 | Total     | Reporte |
| ----------- | ----- | ----------- | ----- | ----------- | ----- | ----- | ----- | ----- | ----- | --------- | ------- |
| 2 de agosto | 17:00 | Serbia      | 3 – 0 | Tailandia   | 25-15 | 25-22 | 25-18 |       |       | 75 – 55   | P2      |
| 2 de agosto | 20:30 | Polonia     | 3 – 0 | Puerto Rico | 25-18 | 30-28 | 25-15 |       |       | 80 – 61   | P2      |
| 3 de agosto | 17:00 | Serbia      | 3 – 0 | Puerto Rico | 25-14 | 25-20 | 25-16 |       |       | 75 – 50   | P2      |
| 3 de agosto | 20:30 | Tailandia   | 2 – 3 | Polonia     | 23-25 | 25-22 | 28-26 | 23-25 | 11-15 | 110 – 113 | P2      |
| 4 de agosto | 17:00 | Puerto Rico | 1 – 3 | Tailandia   | 25-21 | 20-25 | 20-25 | 18-25 |       | 83 – 96   | P2      |
| 4 de agosto | 20:30 | Serbia      | 3 – 1 | Polonia     | 21-25 | 25-23 | 25-16 | 25-23 |       | 96 – 87   | P2      |

### Grupo B
- Sede:  Beilun Gymnasium, Ningbo, China
- Las horas indicadas corresponden al huso horario local: UTC+8.

|     |                 | Partidos | Partidos | Partidos |     | Sets | Sets | Sets  | Puntos | Puntos | Puntos |
| Pos | Equipo          | PJ       | PG       | PP       | Pts | SG   | SP   | Ratio | PG     | PP     | Ratio  |
| --- | --------------- | -------- | -------- | -------- | --- | ---- | ---- | ----- | ------ | ------ | ------ |
| 1   | China           | 3        | 3        | 0        | 9   | 9    | 1    | 9.000 | 246    | 192    | 1.281  |
| 2   | Turquía         | 3        | 2        | 1        | 6   | 6    | 5    | 1.200 | 238    | 244    | 0.975  |
| 3   | Alemania        | 3        | 1        | 2        | 3   | 5    | 6    | 0.833 | 249    | 246    | 1.012  |
| 4   | República Checa | 3        | 0        | 3        | 0   | 1    | 9    | 0.111 | 195    | 246    | 0.793  |

| Fecha       | Hora  | Equipo 1        | Res.  | Equipo 2        | Set 1 | Set 2 | Set 3 | Set 4 | Set 5 | Total   | Reporte |
| ----------- | ----- | --------------- | ----- | --------------- | ----- | ----- | ----- | ----- | ----- | ------- | ------- |
| 2 de agosto | 15:00 | China           | 3 – 0 | República Checa | 25-18 | 25-23 | 25-19 |       |       | 75 – 60 | P2      |
| 2 de agosto | 19:30 | Turquía         | 3 – 1 | Alemania        | 27-25 | 25-20 | 17-25 | 25-20 |       | 94 – 90 | P2      |
| 3 de agosto | 15:00 | Turquía         | 3 – 1 | República Checa | 25-15 | 25-22 | 21-25 | 25-17 |       | 96 – 79 | P2      |
| 3 de agosto | 19:30 | China           | 3 – 1 | Alemania        | 25-22 | 25-22 | 21-25 | 25-15 |       | 96 – 84 | P2      |
| 4 de agosto | 15:00 | República Checa | 0 – 3 | Alemania        | 18-25 | 22-25 | 16-25 |       |       | 56 – 75 | P2      |
| 4 de agosto | 19:30 | China           | 3 – 0 | Turquía         | 25-18 | 25-12 | 25-18 |       |       | 75 – 48 | P2      |

### Grupo C
- Sede:  CenturyLink Center (Bossier City), Bossier City, Estados Unidos
- Las horas indicadas corresponden al huso horario local: UTC+5.

|     |                | Partidos | Partidos | Partidos |     | Sets | Sets | Sets  | Puntos | Puntos | Puntos |
| Pos | Equipo         | PJ       | PG       | PP       | Pts | SG   | SP   | Ratio | PG     | PP     | Ratio  |
| --- | -------------- | -------- | -------- | -------- | --- | ---- | ---- | ----- | ------ | ------ | ------ |
| 1   | Estados Unidos | 3        | 3        | 0        | 8   | 9    | 2    | 4.500 | 257    | 187    | 1.374  |
| 2   | Bulgaria       | 3        | 2        | 1        | 7   | 8    | 4    | 2.000 | 272    | 226    | 1.204  |
| 3   | Argentina      | 3        | 1        | 2        | 3   | 4    | 7    | 0.571 | 222    | 243    | 0.914  |
| 4   | Kazajistán     | 3        | 0        | 3        | 0   | 1    | 9    | 0.111 | 152    | 247    | 0.615  |

| Fecha       | Hora  | Equipo 1       | Res.  | Equipo 2   | Set 1 | Set 2 | Set 3 | Set 4 | Set 5 | Total    | Reporte |
| ----------- | ----- | -------------- | ----- | ---------- | ----- | ----- | ----- | ----- | ----- | -------- | ------- |
| 2 de agosto | 15:00 | Argentina      | 1 – 3 | Bulgaria   | 26-24 | 9-25  | 18-25 | 20-25 |       | 73 – 99  | P2      |
| 2 de agosto | 18:00 | Estados Unidos | 3 – 0 | Kazajistán | 25-17 | 25-10 | 25-10 |       |       | 75 – 37  | P2      |
| 3 de agosto | 17:00 | Estados Unidos | 3 – 2 | Bulgaria   | 21-25 | 25-18 | 21-25 | 25-20 | 15-10 | 107 – 98 | P2      |
| 3 de agosto | 20:00 | Kazajistán     | 1 – 3 | Argentina  | 25-22 | 8-25  | 20-25 | 16-25 |       | 69 – 97  | P2      |
| 4 de agosto | 13:00 | Estados Unidos | 3 – 0 | Argentina  | 25-22 | 25-17 | 25-13 |       |       | 75 – 52  | P2      |
| 4 de agosto | 16:00 | Kazajistán     | 0 – 3 | Bulgaria   | 14-25 | 16-25 | 16-25 |       |       | 46 – 75  | P2      |

### Grupo D
- Sede:  Sabiazinho Gymnasium, Uberlândia, Brasil
- Las horas indicadas corresponden al huso horario local: UTC+3.

|     |                      | Partidos | Partidos | Partidos |     | Sets | Sets | Sets  | Puntos | Puntos | Puntos |
| Pos | Equipo               | PJ       | PG       | PP       | Pts | SG   | SP   | Ratio | PG     | PP     | Ratio  |
| --- | -------------------- | -------- | -------- | -------- | --- | ---- | ---- | ----- | ------ | ------ | ------ |
| 1   | Brasil               | 3        | 3        | 0        | 7   | 9    | 4    | 2.250 | 290    | 238    | 1.218  |
| 2   | República Dominicana | 3        | 2        | 1        | 7   | 8    | 3    | 2.667 | 251    | 214    | 1.173  |
| 3   | Azerbaiyán           | 3        | 1        | 2        | 4   | 5    | 6    | 0.833 | 224    | 235    | 0.953  |
| 4   | Camerún              | 3        | 0        | 3        | 0   | 0    | 9    | 0.000 | 147    | 225    | 0.653  |

| Fecha       | Hora  | Equipo 1             | Res.  | Equipo 2             | Set 1 | Set 2 | Set 3 | Set 4 | Set 5 | Total     | Reporte |
| ----------- | ----- | -------------------- | ----- | -------------------- | ----- | ----- | ----- | ----- | ----- | --------- | ------- |
| 1 de agosto | 14:15 | Brasil               | 3 – 0 | Camerún              | 25-14 | 25-13 | 25-16 |       |       | 75 – 43   | P2      |
| 1 de agosto | 16:45 | República Dominicana | 3 – 0 | Azerbaiyán           | 25-15 | 25-22 | 25-18 |       |       | 75 – 55   | P2      |
| 2 de agosto | 14:15 | Brasil               | 3 – 2 | Azerbaiyán           | 25-13 | 23-25 | 21-25 | 25-19 | 15-12 | 109 – 94  | P2      |
| 2 de agosto | 16:45 | Camerún              | 0 – 3 | República Dominicana | 20-25 | 19-25 | 14-25 |       |       | 53 – 75   | P2      |
| 3 de agosto | 10:00 | Brasil               | 3 – 2 | República Dominicana | 25-22 | 25-19 | 23-25 | 18-25 | 15-10 | 106 – 101 | P2      |
| 3 de agosto | 12:30 | Azerbaiyán           | 3 – 0 | Camerún              | 25-17 | 25-14 | 25-20 |       |       | 75 – 51   | P2      |

### Grupo E
- Sede:  DS Yantarny, Kaliningrado, Rusia
- Las horas indicadas corresponden al huso horario local: UTC+2.

|     |               | Partidos | Partidos | Partidos |     | Sets | Sets | Sets  | Puntos | Puntos | Puntos |
| Pos | Equipo        | PJ       | PG       | PP       | Pts | SG   | SP   | Ratio | PG     | PP     | Ratio  |
| --- | ------------- | -------- | -------- | -------- | --- | ---- | ---- | ----- | ------ | ------ | ------ |
| 1   | Rusia         | 3        | 3        | 0        | 8   | 9    | 2    | 4.500 | 257    | 200    | 1.285  |
| 2   | Corea del Sur | 3        | 2        | 1        | 7   | 8    | 4    | 2.000 | 271    | 252    | 1.075  |
| 3   | Canadá        | 3        | 1        | 2        | 3   | 4    | 6    | 0.667 | 217    | 225    | 0.964  |
| 4   | México        | 3        | 0        | 3        | 0   | 0    | 9    | 0.000 | 159    | 227    | 0.700  |

| Fecha       | Hora  | Equipo 1      | Res.  | Equipo 2      | Set 1 | Set 2 | Set 3 | Set 4 | Set 5 | Total    | Reporte |
| ----------- | ----- | ------------- | ----- | ------------- | ----- | ----- | ----- | ----- | ----- | -------- | ------- |
| 2 de agosto | 16:00 | Corea del Sur | 3 – 1 | Canadá        | 21-25 | 25-20 | 25-19 | 25-22 |       | 96 – 86  | P2      |
| 2 de agosto | 19:00 | Rusia         | 3 – 0 | México        | 25-13 | 25-8  | 26-24 |       |       | 77 – 45  | P2      |
| 3 de agosto | 16:00 | Corea del Sur | 3 – 0 | México        | 25-21 | 25-15 | 26-24 |       |       | 76 – 60  | P2      |
| 3 de agosto | 19:00 | Rusia         | 3 – 0 | Canadá        | 25-13 | 25-21 | 25-22 |       |       | 75 – 56  | P2      |
| 4 de agosto | 16:00 | México        | 0 – 3 | Canadá        | 22-25 | 15-25 | 17-25 |       |       | 54 – 75  | P2      |
| 4 de agosto | 19:00 | Rusia         | 3 – 2 | Corea del Sur | 21-25 | 20-25 | 25-22 | 25-16 | 15-11 | 106 – 99 | P2      |

### Grupo F
- Sede:  Palacatania, Catania, Italia
- Las horas indicadas corresponden al huso horario local: UTC+2.

|     |              | Partidos | Partidos | Partidos |     | Sets | Sets | Sets  | Puntos | Puntos | Puntos |
| Pos | Equipo       | PJ       | PG       | PP       | Pts | SG   | SP   | Ratio | PG     | PP     | Ratio  |
| --- | ------------ | -------- | -------- | -------- | --- | ---- | ---- | ----- | ------ | ------ | ------ |
| 1   | Italia       | 3        | 3        | 0        | 9   | 9    | 0    | MAX   | 225    | 152    | 1.480  |
| 2   | Países Bajos | 3        | 2        | 1        | 6   | 6    | 3    | 2.000 | 212    | 169    | 1.254  |
| 3   | Bélgica      | 3        | 1        | 2        | 3   | 3    | 6    | 0.500 | 181    | 186    | 0.973  |
| 4   | Kenia        | 3        | 0        | 3        | 0   | 0    | 9    | 0.000 | 114    | 225    | 0.507  |

| Fecha       | Hora  | Equipo 1     | Res.  | Equipo 2     | Set 1 | Set 2 | Set 3 | Set 4 | Set 5 | Total   | Reporte |
| ----------- | ----- | ------------ | ----- | ------------ | ----- | ----- | ----- | ----- | ----- | ------- | ------- |
| 2 de agosto | 18:00 | Bélgica      | 0 – 3 | Países Bajos | 20-25 | 15-25 | 22-25 |       |       | 57 – 75 | P2      |
| 2 de agosto | 21:00 | Italia       | 3 – 0 | Kenia        | 25-17 | 25-10 | 25-14 |       |       | 75 – 41 | P2      |
| 3 de agosto | 18:00 | Países Bajos | 3 – 0 | Kenia        | 25-17 | 25-10 | 25-10 |       |       | 75 – 37 | P2      |
| 3 de agosto | 21:00 | Bélgica      | 0 – 3 | Italia       | 17-25 | 16-25 | 16-25 |       |       | 49 – 75 | P2      |
| 4 de agosto | 18:00 | Kenia        | 0 – 3 | Bélgica      | 15-25 | 14-25 | 7-25  |       |       | 36 – 75 | P2      |
| 4 de agosto | 21:00 | Países Bajos | 0 – 3 | Italia       | 23-25 | 17-25 | 22-25 |       |       | 62 – 75 | P2      |